# Medinilla (település)
Medinilla egy község Spanyolországban, Ávila tartományban. Medinilla Becedas, Neila de San Miguel, Sorihuela, Santibáñez de Béjar, Puente del Congosto, El Tejado, Junciana és Gilbuena községekkel határos. Lakosainak száma 77 fő (2024).

## Népesség
A település népessége az utóbbi években az alábbiak szerint változott:
| Lakosok száma | 213  | 170  | 156  | 140  | 138  | 117  | 106  | 95   | 104  | 77   |
|               | 2001 | 2004 | 2006 | 2009 | 2011 | 2014 | 2016 | 2019 | 2021 | 2024 |